# Манитра
Мани́тра — античное поселение конца V — начала III века до н. э., предположительно часть крупной загородной усадьбы боспорского аристократа или представителя династии царей Боспора, в Крыму. Расположено вблизи села Октябрьское на территории Ленинского района, в долине реки Мелек-Чесме.

## История/Археология
Южнее села Октябрьское по проекту должен был пройти прямой железнодорожный подход к Крымскому мосту со стороны Керчи. В августе 2018 года на трассе подхода возле села в результате археологических исследований была обнаружена крупная античная усадьба Манитра, в сентябре этого же года были начаты раскопки. Находка представляет историческую и экспозиционную ценность, это одна из крупнейших сельских усадеб, известных в Крыму, которая предварительно датируется временем расцвета Боспорского царства.
— Это уникальный памятник, аналогов которому мы пока не встречали не только в Крыму, но и во всем Причерноморье. ...у нас у самих больше вопросов, чем ответов. Но мы уже можем сказать, что перед нами — одна из крупнейших сельских усадеб, известных в Крыму, которая предварительно датируется временем расцвета Боспорского царства,— сказал руководитель экспедиции, доктор исторических наук Сергей Внуков.
 Для сохранения выявленного археологического памятника было принято решение о переносе трассы железной дороги. Древнегреческое поселение датируется IV—III веками до нашей эры. Античное поселение могут включить в туристический маршрут «Золотое кольцо Боспорского царства».
«Комплекс поселений Биели» начали исследовать в 2017 году благодаря реализации проекта по строительству железнодорожного подхода к Крымскому мосту. Первые поселения здесь появились в бронзовом веке. Но основная масса находок относится к наиболее позднему периоду существования поселения — к крымскотатарскому периоду.

## Состояние
Поселение хорошо сохранилось, потому что находится на территории, которая непригодна для земледелия и никогда не распахивалась.сообщает Институт Археологии РАН
На декабрь 2019 года, первичные раскопки завершены; селение, для обеспечения сохранности, засыпано песком и, поверху, слоем грунта. Существуют планы создания музея, но конкретных сроков не называется.